# Gerard Wessels
Gerard Wessels   (1924 - 1989) fou un atleta neerlandès, especialista en el salt de llargada, que va competir durant les dècades de 1940 i 1950.
En el seu palmarès destaca una medalla de plata en la prova del salt de llargada al Campionat d'Europa d'atletisme de 1950, rere Torfi Bryngeirsson, i el campionat nacional de llargada de 1950.

## Millors marques
- Salt de llargada. 7,38m (1950)[2]